# Aníbal Tarabini
Aníbal Tarabini (4 d'agost de 1941 - 21 d'abril de 1997) és un exfutbolista argentí.

## Selecció de l'Argentina
Va formar part de l'equip argentí a la Copa del Món de 1966.